# Żelechów
Pour les articles homonymes, voir Żelechów (homonymie).
Żelechów (IPA: ʐɛ'lɛxuf, yiddish זשעלעכאָוו, en russe Желехув) est une ville polonaise de la powiat de Garwolin de la voïvodie de Mazovie dans le centre-est de la Pologne.
Elle est le siège administratif de la gmina de Żelechów.
Elle se situe à environ 85 kilomètres au sud-est de Varsovie (capitale de la Pologne).
La ville couvre une surface de 12,14 km2 et comptait 4 016 habitants en 2006.

## Histoire
La première mention historique de la ville date de 1282 comme simple village, Żelechów obtient le statut de ville en 1447. De 1975 à 1998, la ville appartenait administrativement à la voïvodie de Siedlce.
En 1880, un grand incendie détruit une grande partie de la ville, qui est alors très rapidement reconstruite avec des maisons de briques rouge en lieu et place des constructions de bois. En 1919, la ville comptait environ 7800 habitants. Pendant l'Entre-deux-guerres, environ 800 entreprises étaient installées à Żelechów (principalement des boutiques et des manufactures). En 1939, 8500 habitants y vivaient, dont une majorité de 5800 juifs polonais. Avant les guerres mondiales; beaucoup de juifs se sont envolés pour l'Amérique, principalement la Costa Rica, où ils fondèrent une nouvelle communauté juive.
Quand l'Allemagne nazie occupa la Pologne, un ghetto fut créé dans une petite zone de la ville et 10 000 juifs y furent enfermés, venus principalement de Żelechów mais aussi d'autres villes de Pologne. En septembre 1942, la liquidation du ghetto commence et les captifs sont envoyés vers le camp d'extermination de Treblinka. Cette situation créa un chaos, les tentatives d'évasion se soldant par 1 000 fusillés par les nazis dans le ghetto .